# Tianjin
Tianjin (天津) er en af fire uafhængige kommuner i Folkerepublikken Kina med provins-status og med direkte reference til den centrale regering. Tianjins byområde er det tredjestørste i Kina. Byområdet ligger langs Hai He-floden. Tianjin har grænser til provinsen Hebei mod nord, syd og vest, en kort grænse til kommunen Beijing mod nordøst og til Bohai-bugten mod øst. Tianjin metroområde har 13.866.009(2020) indbyggere.
12. august 2015 eksploderede en lagerbygning indeholdende blandt andet natriumcyanid i byen.

## Myndigheder
Den kommunale leder i Kinas kommunistiske parti er Li Hongzhong. Borgmester er Liao Guoxun, pr. 2021.